# Vasiliy Kaptyukh
Vasiliy Kaptyukh (Bielorrusia, 27 de junio de 1967) es un atleta bielorrusa, especialista en la prueba de lanzamiento de disco, en la que ha logrado ser campeón mundial en 2003.

## Carrera deportiva
En el mundial de Gotemburgo 1995 ganó la medalla de bronce en lanzamiento de disco, tras el alemán Lars Riedel y su compatriota el bielorruso Vladimir Dubrovshchik.
Al año siguiente en las Olimpiadas de Atlanta 1996 volvió a ganar el bronce, y de nuevo tras Lars Riedel y Vladimir Dubrovshchik.
Y en el Mundial de París 2003 volvió a ganar la medalla de bronce, con una marca de 66.51 metros, tras el lituano Virgilijus Alekna y el húngaro Robert Fazekas.